# Mogador-Klasse
Die Mogador-Klasse war eine Schiffsklasse von zwei Großzerstörern (franz. Contre-Torpilleurs) der französischen Marine (franz. Marine nationale française) im Zweiten Weltkrieg. Sie war Nachfolger der Le-Fantasque-Klasse und die letzten Großzerstörer, die in Frankreich gebaut wurden. Beide Schiffe der Klasse versenkten sich bei der Selbstversenkung der Vichy-Flotte selber.

## Einheiten
| Name    | Bauwerft                                  | Kiellegung        | Stapellauf        | Indienststellung | Verbleib                                                                                |
| ------- | ----------------------------------------- | ----------------- | ----------------- | ---------------- | --------------------------------------------------------------------------------------- |
| Mogador | Arsenal de Lorient, Lorient               | 28. Dezember 1934 | 9. Juni 1937      | 8. April 1939    | Am 27. November 1942 in Toulon bei der Selbstversenkung der Vichy-Flotte untergegangen. |
| Volta   | Ateliers et Chantiers de Bretagne, Nantes | 24. Dezember 1934 | 26. November 1936 | 6. März 1939     | Am 27. November 1942 in Toulon bei der Selbstversenkung der Vichy-Flotte untergegangen. |

## Technische Beschreibung

### Rumpf
Der Rumpf eines Zerstörers der Mogador-Klasse, unterteilt in wasserdichte Abteilungen, war über alles 137,5 Meter lang, 12,57 Meter breit und hatte bei einer Einsatzverdrängung von 3.220 tn.l. einen Tiefgang von 4,74 Metern.

### Maschinenanlage
Die Antriebsanlage bestand aus vier Indret-Kesseln und zwei Rateau-Bretagne-SR-Getriebeturbinen. Diese trieben über zwei Antriebswellen die beiden Schrauben an. Die Maschinen leisteten 92.000 WPS. Damit sollte eine Höchstgeschwindigkeit von 39 kn (etwa 72 km/h) erreicht werden. Die Mogador erreichte bei einer Testfahrt 43,45 kn (etwa 80.47 km/h) und konnte die Geschwindigkeit eine Stunde halten.

### Bewaffnung
Die Hauptartillerie der Mogador-Klasse bestand aus acht 13,8-cm-Geschützen L/50 des Modells 1934 in Doppeltürmen. Diese Kanone konnte fünf bis neun Schuss pro Minute abfeuern. Als Flugabwehrbewaffnung verfügte die Mogador-Klasse über zwei 3,7-cm-Flugabwehrkanonen des Modells 1933 in Einzelaufstellung und vier 13-mm-Flugabwehrkanonen als Zwillingsgeschütze. Als Torpedobewaffnung verfügten die Zerstörer über zehn Torpedorohre (zwei Dreier- und zwei Zweiergruppen) für den Torpedo 23DT Toulon. Zur U-Boot-Abwehr verfügte die Mogador-Klasse über zwei Wasserbombenwerfer am Heck mit zusammen 32 Wasserbomben. Zudem waren am Heck Schienen für 40 Minen vorhanden.